# Zygocera norfolkensis
Zygocera norfolkensis är en skalbaggsart som beskrevs av Mckeown 1938. Zygocera norfolkensis ingår i släktet Zygocera och familjen långhorningar. Inga underarter finns listade i Catalogue of Life.